# Luisa Lacal de Bracho
Luisa Lacal Infanzón, también conocida como Luisa Lacal de Bracho (Madrid, 1874-Madrid, 1962), fue una pianista, musicóloga, lexicógrafa y escritora española.

## Trayectoria
Luisa Lacal nació en Madrid en el año 1874 y creció en un ambiente de familia conservadora, burguesa y monárquica recibiendo una educación que incluía las primeras enseñanzas musicales. Su madre era Amalia Infanzón Igaraiburu, hermana del padre de Eva Canel y su padre Saturnino Lacal,  secretario del partido moderado de Isabel II. Representante del Consejo Superior de la Exposición del ministerio de la Gobernación, de lo que deja constancia en su Libro de Honor de la Exposición Universal de Barcelona (1889). En 1874, año del nacimiento de su hija, Saturnino Lacal pertenecía al tercer escuadrón de la Milicia Nacional formado por la nobleza y la alta burguesía para la restauración de Alfonso XII.
Pianista virtuosa y precoz, su primer concierto lo dio en el Liceo de Barcelona a los 13 años. Residió una temporada en Barcelona donde continuó sus estudios musicales consiguiendo varios galardones: primer premio con carácter extraordinario en las clases de Teoría e Historia de la música; primer premio en las clases superiores de piano; primer premio de terminación de todos los estudios y otro extraordinario también denominado Gran Medalla. En Barcelona dio varios conciertos y en 1888 obtuvo la medalla de oro de Exposición Universal de Barcelona. Se traslada de nuevo a Madrid alcanzando el primer premio en el Conservatorio de dicha ciudad.
Se la conoce, sobre todo, por ser la autora del Diccionario de la música, técnico histórico, bio-bibliográfico, publicado en Madrid en 1899. Un diccionario de más de 600 páginas que incluye tecnicismos, ampliaciones enciclopédicas y abundantes noticias sobre instituciones, obras y autores. Dicho diccionario obtuvo un éxito inmediato y fue reimpreso en varias ocasiones. En su prólogo justificaba escribir el diccionario porque las obras anteriores o eran muy amplias y por lo tanto caras o económicas y por lo tanto demasiado breves. Se trata del primer diccionario de terminología musical escrito por una mujer española. Puede considerarse la primera lexicógrafa española conocida, una pionera en el campo de la lexicografía de especialidad en español.
Fue nombrada socia de honor de la Asociación de Escritores y Artistas españoles en 1894. Al declararse la guerra de Cuba, se alistó en la Cruz Roja como enfermera, obteniendo una medalla de oro en 1898 por su labor, así como la medalla conmemorativa con motivo de las campañas de Ultramar y la repatriación del ejército español.  En 1900 se casó con el capitán militar de equitación, Carlos Bracho. El marido de Lacal era viudo y tenía tres hijos, dos niñas y un niño, este último fue fraile agustino. Luisa y Carlos tuvieron tres hijas; Luisa, Purificación y Laura.
En 1909 le fue concedida la orden civil de Alfonso XII que premiaba los méritos logrados en educación y cultura. 
Concertista de éxito, también daba conferencias musicales.
Es igualmente conocida como novelista. En 1921 publicó Trinar de amores en Madrid, obra en la que recogía varias narraciones breves: Barcarola, Una mañana de sol, Entre brumas, Rueca de la ilusión, Alma norteña, Borrasca y Deuda de sangre. Su estilo era sencillo y directo con descripciones rítmicas. En 1930 publicó una novela Peregrina de la ilusión. En 1934 se radió en España la comedia en un acto Amor de aldea, interpretado por los artistas de la Unión Radio.
En 1936 fue nombrada Vocal de la Asociación España Femenina.
Falleció el 24 de abril de 1962 en su casa de la calle Fernández de la Hoz a los 88 años.